# 小行星5464
小行星5464（英語：5464 Weller）是一颗围绕太阳公转的小行星。1985年11月7日，愛德華·鮑威爾在可可尼诺县发现了此天体。
这颗小行星的绝对星等为355.9180374826649等。